# Subdivisions du Portugal

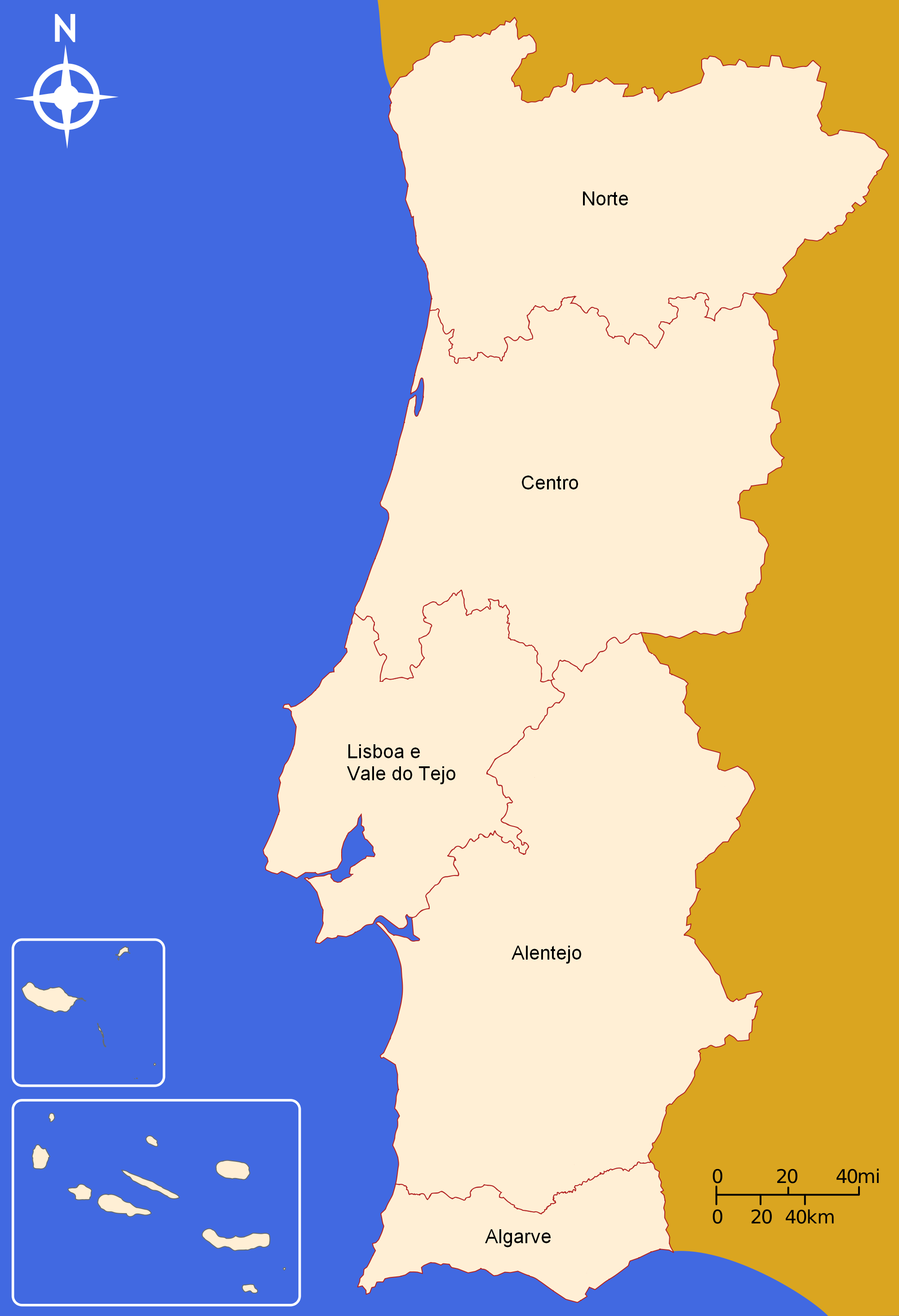
Domaines d'action des commissions de coordination et de développement régional.

Le Portugal est actuellement divisé en sept régions (regiões), dont cinq régions continentales, à leur tour divisées en 18 districts (distritos) continentaux, et deux régions insulaires autonomes.

## Regroupements régionaux

### Subdivisions européennes (divisions NUTS 1)
Eurostat distingue 3 entités territoriales statistiques correspondant au niveau NUTS 1 : le Portugal continental, les Açores et Madère.

### Régions (divisions NUTS 2)
Le Portugal compte 7 régions, dont 5 sur le continent et 2 régions insulaires autonomes. Le découpage statistique européen NUTS de niveau 2 correspond exactement aux régions portugaises actuelles. Ces régions ne constituent pas les régions administratives telles que prévues par l'article 255 (et ss) de la Constitution de 1976. Lors d'un référendum en 1998, 64 % des 49 % d'électeurs ayant participé à la consultation ont rejeté la proposition du Gouvernement socialiste de l'époque (du Premier ministre António Guterres) de création de 8 régions sur le continent.
Les régions portugaises actuelles correspondent à une division de l'administration déconcentrée de l'État. Les actuelles régions ne correspondent pas exactement aux régions historiques, ni aux régions naturelles du Portugal.
En 2008, en dehors des régions insulaires, les régions portugaises ne sont pas exactement superposées aux districts, et certains districts continentaux appartiennent à plusieurs régions. Certaines régions sont réduites à un seul district.

### Sous-régions (divisions NUTS 3)
Le Portugal compte 30 sous-régions, dont 28 sur le continent et 2 régions insulaires autonomes.
Les régions sont divisées en sous-régions
, et chaque sous-région n'appartient qu'à une seule région. Les régions autonomes insulaires constituent leur propre sous-région et leur propre région. Ces régions insulaires disposent d'un statut d'autonomie important au sein de la République portugaise.
Dans la nomenclature portugaise actuelle, chaque municipalité (de même que chaque intermunicipalité), en plus d'appartenir à un district unique, appartient aussi à une sous-région unique. Ces sous-régions prennent de plus en plus le pas sur les districts actuels, qui devraient disparaître à terme.
La répartition géographique des intermunicipalités n'étant pas encore achevée sur tout le territoire portugais, les sous-régions ont encore des frontières mouvantes (et donc certaines municipalités pourraient encore changer de région, à moins que des exceptions à la règle de composition des intermunicipalités soient acceptées pour des municipalités rurales isolées proches d'une intermunicipalité d'une autre région).
Le découpage statistique européen NUTS de niveau 3 devrait à terme correspondre soit aux sous-régions, soit aux intermunicipalités, ou à des regroupements d'inter-municipalités et de municipalités isolées. Cependant le niveau des sous-régions est déjà utilisé pour les statistiques nationales.

## Regroupements inter-municipaux

### Districts
Les districts portugais correspondent plus ou moins aux principales divisions territoriales de l'ancien régime. Les districts regroupent une ou plusieurs municipalités. Chaque municipalité portugaise appartient aujourd'hui à un seul district, en plus éventuellement d'une inter-municipalité.
Cependant aujourd'hui le rôle des districts est passé au second plan lors du nouveau découpage national en régions et sous-régions, et le développement en cours des inter-municipalités qui devraient leur succéder. Comme les districts actuels sont mal adaptés, ils ne sont pas utilisés sur le plan statistique européen, même s'ils le sont encore sur le plan national.
Le Portugal compte 18 districts tous continentaux.

### Inter-municipalités
L'aménagement et l'administration efficace du territoire portugais nécessite le développement de l'inter-municipalité (semblable aux intercommunalités et nouveaux pays en France) en regroupant les municipalités, suivant les cas, en
- régions autonomes (região autónoma) pour les municipalités insulaires,
- grande zone métropolitaine (grande área metropolitana),
- communauté urbaine (comunidade urbana) et
- communauté inter-municipale (comunidade intermunicipal),

suivant la taille et la structure géographique du regroupement, et leur niveau d'autonomie (du plus grand au plus petit).
En dehors des régions autonomes, ce regroupement n'est pas encore achevé sur la totalité du territoire portugais, mais quand elles existent, les lois de décentralisation leur confèrent déjà une autonomie financière par une fiscalité propre, une administration propre, et une représentation élective (conseil) distincte de celle des municipalités actuelles.

## Municipalités
Les lois de décentralisation ont conféré aux municipalités (concelhos ou municípios) portugaises un pouvoir important en termes d'organisation du territoire. Elles disposent d'une administration et d'une fiscalité locale propre, ainsi que d'une représentation élective essentielle au contrôle démocratique.
Le découpage en municipalités correspond au niveau le plus fin de découpage disposant d'une administration propre. Pour l'usage statistique, les municipalités correspondent au découpage européen de 1er niveau d'unité administrative locale (LAU1).
En 2006, le Portugal compte 308 municipalités.

### Freguesias
Les municipalités se décomposent en freguesias, représentant chacune une ville (cidade), un bourg (vila) un village (aldeia), une cité ou un quartier d'une cité. Le rôle de ces freguesias est d'assurer une représentation équitable des citoyens portugais dans l'administration territoriale.
Selon l'Instituto Nacional de Estatística, il y a, en 2006, 4 261 freguesias au Portugal.

### Villes et cités
Aujourd'hui, une ville (cidade) ou un village (aldeia) portugais est une entité géographique définie par son développement démographique et urbain.
Une ville portugaise peut être reclassée en cité quand sa population excède un seuil non défini, ou pour des raisons honorifiques (en général les cités comportent alors plusieurs paroisses, ce qui n'est normalement pas le cas dans les villes).
Il faut noter ici qu'une ville ou cité ne correspond pas nécessairement à une municipalité (concelho), même quand elle est divisée en plusieurs freguesias :
- La municipalité de Matosinhos comporte les deux paroisses de la cité de Matosinhos, ainsi que huit autres paroisses d'autres villes ;
- Certaines municipalités comportent plusieurs cités (par exemple, la municipalité de Valongo inclut la cité de Valongo et celle d'Ermesinde, ainsi que plusieurs autres municipalités d'autres villes, n'appartenant ni à l'une, ni à l'autre.

Huit villes ont toujours été considérées plutôt comme des cités depuis l'indépendance du Royaume de Portugal (même si certaines d'entre elles ne sont devenues portugaises que plus tard) : Braga, Coimbra, Évora, Lamego, Lisbonne, Porto, Silves et Viseu.
Jusqu'en 1910, une cité était proclamée par ordonnance royale, ce qui eut lieu 25 fois dans l'histoire. Durant la Première République, trois autres l'ont été par le Parlement. L'Estado Novo en proclama 7 autres par décret gouvernemental, portant leur nombre total à 43, mais après la révolution des Œillets en 1974, la proclamation des cités retourna au Parlement, ce qu'il a fait de nombreuses fois.
Leur prolifération depuis les années 1980 a retiré tout caractère honorifique au terme cidade, si bien que Sintra a constamment refusé sa promotion de ville en cité, bien qu'elle soit une des zones urbaines les plus importantes du pays.